# Benő
A Benő férfinév a Benedek és a Benjámin -ő kicsinyítőképzős származéka.

## Rokon nevek
Benedek, Benjámin, Bene, Bende, Benediktusz, Benedikt, Benke, Benkő

## Gyakorisága
Az 1990-es években a Benő szórványosan fordult elő, a 2000-es években nincs az első százban.

## Névnapok
március 31.

## Híres Benők
- bocsári Svastits Benő (1833-1910) jogász, Zala vármegye főispánja.
- Balassa Benő író, tanár, igazgató
- Káposzta Benő válogatott magyar labdarúgó
- Karácsony Benő író
- Zsögöd Benő, más néven Grosschmid Béni, jogász, egyetemi tanár
- Csapó Benő egyetemi tanár

### Fiktív személyek
- Festéktüsszentő Hapci Benő Pom Pom és Picúr barátja, festő
- Lecsöppenő Kecsöp Benő Varró Dániel Túl a Maszat-hegyen c. művének egy alakja
- Bogárfalvi Sári Benő